# Liste des champions du monde poids coqs de boxe anglaise
Liste des champions du monde de boxe poids coqs reconnus par les organisations suivantes :
- La WBA[2] (World Boxing Association), fondée en 1921 et succédant à la NBA (National Boxing Association) en 1962,
- La WBC[3] (World Boxing Council), fondée en 1963,
- L'IBF[4] (International Boxing Federation), fondée en 1983,
- La WBO[5] (World Boxing Organization), fondée en 1988.

Avant 1921, les champions du monde étaient reconnus en tant que tel par le public sans qu’il n’y ait d’organisme particulier pour gérer l’attribution de ce titre.
Mise à jour : 8 juin 2025
| Gain du titre | Perte du titre    | Champion                | Champion               | Reconnaissance        | Défenses |
| --- | ----------------- | ----------------------- | ---------------------- | --------------------- | -------- |
| 27 juin 1890 | 1892              | George Dixon            | Canada                 | Unanime               | 3        |
| Dixon est considéré comme le 1er champion du monde poids coqs après sa victoire par KO au 18e round face au champion d'Angleterre Nunc Wallace le 27 juin 1890 à Londres. Il défend 3 fois son titre puis décide en 1892 de poursuivre sa carrière en poids plumes.               |                   |                         |                        |                       |          |
| 15 septembre 1894 | 1899              | Jimmy Barry             | États-Unis             | Unanime               | 6        |
| Barry met un terme à sa carrière en 1899 après avoir défendu 6 fois sa ceinture. Il est resté invaincu en 70 combats. |                   |                         |                        |                       |          |
| 12 septembre 1899 | 1900              | Terry McGovern          | États-Unis             | Unanime               | 0        |
| McGovern laisse son titre vacant pour combattre en poids plumes. |                   |                         |                        |                       |          |
| 18 mars 1901 | 1901              | Harry Harris            | États-Unis             | Unanime               | 0        |
| Harris ne parvient plus à respecter la limite de poids autorisée dans cette catégorie et abandonne son titre sans l'avoir remis en jeu. |                   |                         |                        |                       |          |
| 11 novembre 1901 | 13 août 1903      | Harry Forbes            | États-Unis             | Unanime               | 6        |
| 13 août 1903 | 17 octobre 1904   | Frankie Neil            | États-Unis             | Unanime               | 1        |
| 17 octobre 1904 | 1905              | Joe Bowker              | Royaume-Uni            | Unanime               | 1        |
| Bowker défend son titre contre Pinky Evans le 29 mai 1905 puis le laisse vacant pour boxer en poids plumes. |                   |                         |                        |                       |          |
| 20 octobre 1905 | 21 janvier 1909   | Jimmy Walsh             | États-Unis             | Unanime               | 4        |
| 21 janvier 1909 | 22 février 1909   | Jimmy Reagan            | États-Unis             | Unanime               | 0        |
| 22 février 1909 | 22 février 1910   | Monte Attell            | États-Unis             | Unanime               | 5/6      |
| 22 février 1910 | 26 février 1911   | Frankie Conley          | États-Unis             | Unanime               | 0        |
| 26 février 1911 | 9 juin 1914       | Johnny Coulon           | Canada                 | Unanime               | 12/13    |
| 9 juin 1914 | 9 janvier 1917    | Kid Williams            | Danemark               | Unanime               | 7        |
| 9 janvier 1917 | 15 août 1919      | Pete Herman             | États-Unis             | Unanime               | 6        |
| 15 août 1919 | 11 septembre 1920 | Jackie Sharkey          | Italie                 | Unanime               | 1        |
| Sharkey est destitué pour ne pas avoir remis sa ceinture en jeu dans le délai imparti. |                   |                         |                        |                       |          |
| 22 décembre 1920 | 25 juillet 1921   | Joe Lynch               | États-Unis             | Unanime               | 1        |
| 25 juillet 1921 | 23 septembre 1921 | Pete Herman             | États-Unis             | Unanime               | 0        |
| 23 septembre 1921 | 10 juillet 1922   | Johnny Buff             | États-Unis             | Unanime               | 1        |
| 10 juillet 1922 | 21 mars 1924      | Joe Lynch               | États-Unis             | Unanime               | 4        |
| 21 mars 1924 | 19 décembre 1924  | Abe Goldstein           | États-Unis             | Unanime               | 3        |
| 19 décembre 1924 | 20 mars 1925      | Eddie Martin            | États-Unis             | Unanime               | 1        |
| 20 mars 1925 | 4 février 1927    | Charley Phil Rosenberg  | États-Unis             | Unanime               | 1        |
| Rosenberg doit renoncer à son titre car il ne parvient pas à se maintenir au-dessous de la limite de poids autorisée au moment d’affronter son challenger Bushy Graham. |                   |                         |                        |                       |          |
| 24 juin 1927 | Mai 1928          | Bud Taylor              | États-Unis             | NBA                   | 1        |
| Taylor remporte le titre vacant NBA en battant Tony Canzoneri le 24 juin 1927 puis sera destitué en mai 1928 pour ne pas avoir remis sa ceinture en jeu et pour des problèmes de poids. Il poursuivra d’ailleurs sa carrière en super-coqs.                                       |                   |                         |                        |                       |          |
| 23 mai 1928 | 1929              | Bushy Graham            | États-Unis             | Unanime (NBA & NYSAC) | 0        |
| Graham remporte les titres vacants NBA & NYSAC aux points face à Izzy Schwartz, titres qu’il ne remettra pas en jeu. |                   |                         |                        |                       |          |
| 18 juin 1929 | 7 octobre 1929    | Panama Al Brown         | Panama                 | NYSAC                 | 1        |
| 7 octobre 1929 | 16 avril 1934     | Panama Al Brown         | Panama                 | Unanime (NBA & NYSAC) | 4        |
| La NBA destitue Brown de son titre pour ne pas avoir honoré un contrat prévoyant d’affronter Rodolfo Casanova. |                   |                         |                        |                       |          |
| 7 août 1935 | 26 août 1935      | Sixto Escobar           | Porto Rico             | NBA                   | 0        |
| 26 août 1935 | 15 novembre 1935  | Lou Salica              | États-Unis             | NBA                   | 0        |
| 15 novembre 1935 | 31 août 1936      | Sixto Escobar           | Porto Rico             | NBA                   | 1        |
| 31 août 1936 | 23 septembre 1937 | Sixto Escobar           | Porto Rico             | Unanime               | 2        |
| 23 septembre 1937 | 20 février 1938   | Harry Jeffra            | États-Unis             | Unanime               | 0        |
| 20 février 1938 | 4 octobre 1939    | Sixto Escobar           | Porto Rico             | Unanime               | 1        |
| Escobar abandonne son titre après une défaite (sans ceinture en jeu) face à Tony Olivera le 4 octobre 1939 et car il ne parvient plus à respecter la limite de poids. |                   |                         |                        |                       |          |
| 17 novembre 1939 | 7 août 1942       | Lou Salica              | États-Unis             | Unanime               | 6        |
| 7 août 1942 | 6 janvier 1947    | Manuel Ortiz            | États-Unis             | Unanime               | 15       |
| 6 janvier 1947 | 11 mars 1947      | Harold Dade             | États-Unis             | Unanime               | 0        |
| 11 mars 1947 | 31 mai 1950       | Manuel Ortiz            | États-Unis             | Unanime               | 4        |
| 31 mai 1950 | 15 novembre 1952  | Vic Toweel              | Afrique du Sud         | Unanime               | 3        |
| 15 novembre 1952 | 2 mai 1954        | Jimmy Carruthers        | Australie              | Unanime               | 2        |
| Carruthers annonce sa retraite et laisse son titre vacant. |                   |                         |                        |                       |          |
| 19 septembre 1954 | 29 juin 1956      | Robert Cohen            | France                 | Unanime               | 1        |
| 29 juin 1956 | 1er avril 1957    | Mario D'Agata           | Italie                 | Unanime               | 0        |
| 1er avril 1957 | 8 juillet 1959    | Alphonse Halimi         | France                 | Unanime               | 1        |
| 8 juillet 1959 | 30 août 1960      | Jose Becerra            | Mexique                | Unanime               | 2        |
| Becerra annonce sa retraite le 30 août 1960 après sa défaite sans titre en jeu contre Eloy Sanchez. |                   |                         |                        |                       |          |
| 18 novembre 1960 | 18 mai 1965       | Éder Jofre              | Brésil                 | Unanime (WBA & WBC)   | 8        |
| 18 mai 1965 | 27 février 1968   | Fighting Harada         | Japon                  | Unanime (WBA & WBC)   | 4        |
| 27 février 1968 | 22 août 1969      | Lionel Rose             | Australie              | Unanime (WBA & WBC)   | 3        |
| 22 août 1969 | 16 octobre 1970   | Rubén Olivares          | Mexique                | Unanime (WBA & WBC)   | 2        |
| 16 octobre 1970 | 2 avril 1971      | Chucho Castillo         | Mexique                | Unanime (WBA & WBC)   | 0        |
| 2 avril 1971 | 19 mars 1972      | Rubén Olivares          | Mexique                | Unanime (WBA & WBC)   | 2        |
| 19 mars 1972 | 29 juillet 1972   | Rafael Herrera          | Mexique                | Unanime (WBA & WBC)   | 0        |
| 29 juillet 1972 | Août 1972         | Enrique Pinder          | Panama                 | Unanime (WBA & WBC)   | 0        |
| Pinder est destitué par la WBC pour ne pas avoir accepté de défendre sa ceinture face à Rodolfo Martinez. |                   |                         |                        |                       |          |
| Août 1972 | 20 janvier 1973   | Enrique Pinder          | Panama                 | WBA                   | 0        |
| 20 janvier 1973 | 3 novembre 1973   | Romeo Anaya             | Mexique                | WBA                   | 2        |
| 14 avril 1973 | 7 décembre 1974   | Rafael Herrera          | Mexique                | WBC                   | 2        |
| 3 novembre 1973 | 3 juillet 1974    | Arnold Taylor           | Afrique du Sud         | WBA                   | 0        |
| 3 juillet 1974 | 15 mars 1975      | Hong Soo-hwan           | Corée du Sud           | WBA                   | 1        |
| 7 décembre 1974 | 8 mai 1976        | Rodolfo Martinez        | Mexique                | WBC                   | 3        |
| 15 mars 1975 | 19 novembre 1977  | Alfonso Zamora          | Mexique                | WBA                   | 5        |
| 8 mai 1976 | 3 juin 1979       | Carlos Zárate           | Mexique                | WBC                   | 9        |
| 19 novembre 1977 | 29 août 1980      | Jorge Lujan             | Panama                 | WBA                   | 5        |
| 3 juin 1979 | 3 juin 1982       | Lupe Pintor             | Mexique                | WBC                   | 8        |
| Pintor laisse son titre WBC vacant après une 8e défense victorieuse obtenue le 3 juin 1982 face à Seung Hoon Lee. Il affrontera Wilfredo Gómez pour la ceinture WBC des super-coqs le 3 décembre 1982 mais sera battu par arrêt de l’arbitre à la 14e reprise.                    |                   |                         |                        |                       |          |
| 29 août 1980 | 14 novembre 1980  | Julian Solis            | Porto Rico             | WBA                   | 0        |
| 14 novembre 1980 | 7 avril 1984      | Jeff Chandler           | États-Unis             | WBA                   | 9        |
| 1er septembre 1983 | 1984              | Alberto Davila          | États-Unis             | WBC                   | 1        |
| Davila remporte le titre WBC vacant en battant le Mexicain Francisco Bejines qui succombera 3 jours plus tard à ses blessures. Il défend une fois sa ceinture qu’il laisse ensuite vacante avant d'essayer de la récupérer en 1986. Il sera battu le 15 novembre par Miguel Lora. |                   |                         |                        |                       |          |
| 7 avril 1984 | 10 mars 1986      | Richie Sandoval         | États-Unis             | WBA                   | 2        |
| 15 avril 1984 | 26 avril 1985     | Satoshi Shingaki        | Japon                  | IBF                   | 1        |
| 26 avril 1985 | 1986              | Jeff Fenech             | Australie              | IBF                   | 3        |
| Fenech laisse son titre IBF vacant et deviendra champion du monde WBC des super-coqs le 8 mai 1987 en battant le Thaïlandais Samart Payakaroon. |                   |                         |                        |                       |          |
| 4 mai 1985 | 9 août 1985       | Daniel Zaragoza         | Mexique                | WBC                   | 0        |
| 9 août 1985 | 29 octobre 1988   | Miguel Lora             | Colombie               | WBC                   | 7        |
| 10 mars 1986 | 6 juin 1986       | Gaby Canizales          | États-Unis             | WBA                   | 0        |
| 6 juin 1986 | Février 1987      | Bernardo Pinango        | Venezuela              | WBA                   | 3        |
| Pinango laisse son titre WBA vacant pour combattre en super-coqs. Il deviendra champion du monde WBA de cette catégorie le 27 février 1988. |                   |                         |                        |                       |          |
| 29 mars 1987 | 24 mai 1987       | Takuya Muguruma         | Japon                  | WBA                   | 0        |
| 15 mai 1987 | 9 juillet 1988    | Kelvin Seabrooks        | États-Unis             | IBF                   | 3        |
| 24 mai 1987 | 4 octobre 1987    | Park Chan-yong          | Corée du Sud           | WBA                   | 0        |
| 4 octobre 1987 | 9 mai 1988        | Wilfredo Vázquez        | Porto Rico             | WBA                   | 1        |
| 9 mai 1988 | 14 août 1988      | Khaokor Galaxy          | Thaïlande              | WBA                   | 0        |
| 9 juillet 1988 | 1994              | Orlando Canizales       | États-Unis             | IBF                   | 16       |
| Canizales laisse son titre IBF vacant après 16 défenses victorieuses pour boxer en super-coqs. Il échouera de peu pour le titre WBC face à Wilfredo Vazquez. |                   |                         |                        |                       |          |
| 14 août 1988 | 9 juillet 1989    | Moon Sung-kil           | Corée du Sud           | WBA                   | 2        |
| 29 octobre 1988 | 25 février 1991   | Raúl Pérez              | Mexique                | WBC                   | 7        |
| 3 février 1989 | Septembre 1990    | Israel Contreras        | Venezuela              | WBO                   | 1        |
| Contreras laisse son titre WBO vacant pour affronter et battre le champion de la WBA Luisito Espinosa le 19 octobre 1991. |                   |                         |                        |                       |          |
| 9 juillet 1989 | 18 octobre 1989   | Khaokor Galaxy          | Thaïlande              | WBA                   | 0        |
| 18 octobre 1989 | 19 octobre 1991   | Luisito Espinosa        | Philippines            | WBA                   | 2        |
| 25 février 1991 | 19 septembre 1991 | Greg Richardson         | États-Unis             | WBC                   | 1        |
| 12 mars 1991 | 30 juin 1991      | Gaby Canizales          | États-Unis             | WBO                   | 0        |
| 30 juin 1991 | 13 mai 1992       | Duke McKenzie           | Royaume-Uni            | WBO                   | 2        |
| 19 septembre 1991 | 17 septembre 1992 | Joichiro Tatsuyoshi     | Japon                  | WBC                   | 0        |
| 19 octobre 1991 | 15 mars 1992      | Israel Contreras        | Venezuela              | WBA                   | 0        |
| 15 mars 1992 | 9 octobre 1992    | Eddie Cook              | États-Unis             | WBA                   | 0        |
| 13 mai 1992 | 30 juillet 1994   | Rafael Del Valle        | Porto Rico             | WBO                   | 2        |
| 17 septembre 1992 | 28 mars 1993      | Victor Rabanales        | Mexique                | WBC                   | 1        |
| 9 octobre 1992 | 23 octobre 1993   | Jorge Eliecer Julio     | Colombie               | WBA                   | 2        |
| 28 mars 1993 | 23 décembre 1993  | Byun Jung-il            | Corée du Sud           | WBC                   | 1        |
| 23 octobre 1993 | 22 avril 1994     | Junior Jones            | États-Unis             | WBA                   | 1        |
| 23 décembre 1993 | 30 juillet 1995   | Yasuei Yakushiji        | Japon                  | WBC                   | 4        |
| 22 avril 1994 | 16 juillet 1994   | John Michael Johnson    | États-Unis             | WBA                   | 0        |
| 16 juillet 1994 | 17 septembre 1995 | Daorung Chuvatana       | Thaïlande              | WBA                   | 2        |
| 30 juillet 1994 | 21 octobre 1995   | Alfred Kotey            | Ghana                  | WBO                   | 2        |
| 21 janvier 1995 | 29 avril 1995     | Harold Mestre           | Colombie               | IBF                   | 0        |
| 29 avril 1995 | 19 juillet 1997   | Mbulelo Botile          | Afrique du Sud         | IBF                   | 5        |
| 30 juillet 1995 | 1996              | Wayne McCullough        | Irlande                | WBC                   | 2        |
| McCullough laisse son titre WBC vacant pour combattre en super-coqs. Il s’inclinera de justesse pour le titre WBC face à Daniel Zaragoza le 11 janvier 1997. |                   |                         |                        |                       |          |
| 17 septembre 1995 | 28 janvier 1996   | Veeraphol Sahaprom      | Thaïlande              | WBA                   | 0        |
| 21 octobre 1995 | 26 avril 1996     | Daniel Jiménez          | Porto Rico             | WBO                   | 1        |
| 28 janvier 1996 | 27 octobre 1996   | Nana Konadu             | Ghana                  | WBA                   | 0        |
| 26 avril 1996 | 1996              | Robbie Regan            | Royaume-Uni            | WBO                   | 0        |
| Regan met un terme à sa carrière et laisse son titre WBO vacant sans l’avoir défendu. |                   |                         |                        |                       |          |
| 10 août 1997 | 22 novembre 1997  | Sirimongkol Singwangcha | Thaïlande              | WBC                   | 2        |
| 27 octobre 1996 | 21 juin 1997      | Daorung Chuvatana       | Thaïlande              | WBA                   | 1        |
| 21 juin 1997 | 5 décembre 1998   | Nana Konadu             | Ghana                  | WBA                   | 1        |
| 19 juillet 1997 | 15 février 2003   | Tim Austin              | États-Unis             | IBF                   | 9        |
| 28 juillet 1997 | 8 janvier 2000    | Jorge Eliecer Julio     | Colombie               | WBO                   | 3        |
| 22 novembre 1997 | 29 décembre 1998  | Joichiro Tatsuyoshi     | Japon                  | WBC                   | 2        |
| 5 décembre 1998 | 26 juin 1999      | Johnny Tapia            | États-Unis             | WBA                   | 0        |
| 29 décembre 1998 | 16 avril 2005     | Veeraphol Sahaprom      | Thaïlande              | WBC                   | 14       |
| 26 juin 1999 | 7 août 2001       | Paulie Ayala            | États-Unis             | WBA                   | 3        |
| La WBA destitue Ayala pour avoir combattu 3 jours plus tôt pour le titre de champion dans une autre fédération (qui plus est mineure) sans son accord. Il s’agissait en l’occurrence du championnat du monde IBO des super-coqs qu’il remporta aux dépens de Clarence Adams.      |                   |                         |                        |                       |          |
| 8 janvier 2000 | 6 mai 2000        | Johnny Tapia            | États-Unis             | WBO                   | 1        |
| Tapia laisse son titre WBO vacant. |                   |                         |                        |                       |          |
| 4 septembre 2000 | 15 mars 2002      | Mauricio Martinez       | Panama                 | WBO                   | 1        |
| 14 octobre 2001 | 19 avril 2002     | Eidy Moya               | Venezuela              | WBA                   | 0        |
| 15 mars 2002 | 7 mai 2004        | Cruz Carbajal           | Mexique                | WBO                   | 2        |
| 19 avril 2002 | 2004              | Johnny Bredahl          | Danemark               | WBA                   | 3        |
| Bredahl laisse son titre WBA vacant. |                   |                         |                        |                       |          |
| 15 février 2003 | 2006              | Rafael Márquez          | Mexique                | IBF                   | 7        |
| Márquez laisse son titre IBF vacant pour affronter et battre le champion WBC des super-coqs Israel Vázquez le 3 mars 2007. |                   |                         |                        |                       |          |
| 7 mai 2004 | 29 octobre 2005   | Ratanachai Sor Vorapin  | Thaïlande              | WBO                   | 1        |
| 26 février 2005 | 31 mai 2008       | Wladimir Sidorenko      | Ukraine                | WBA                   | 6        |
| 16 avril 2005 | 30 avril 2010     | Hozumi Hasegawa         | Japon                  | WBC                   | 10       |
| 29 octobre 2005 | 11 août 2007      | Jhonny González         | Mexique                | WBO                   | 2        |
| 7 mai 2007 | 29 septembre 2007 | Luis Alberto Pérez      | Nicaragua              | IBF                   | 0        |
| 11 août 2007 | Mars 2009         | Gerry Peñalosa          | Philippines            | WBO                   | 1        |
| 29 septembre 2007 | 31 octobre 2009   | Joseph Agbeko           | Ghana                  | IBF                   | 2        |
| 31 mai 2008 | 26 septembre 2014 | Anselmo Moreno          | Panama                 | WBA                   | 12       |
| 28 mars 2009 | 30 avril 2010     | Fernando Montiel        | Mexique                | WBO                   | 0        |
| 31 octobre 2009 | 11 décembre 2010  | Yonnhy Pérez            | Colombie               | IBF                   | 1        |
| 30 avril 2010 | 19 février 2011   | Fernando Montiel        | Mexique                | WBC & WBO             | 0        |
| 11 décembre 2010 | 13 août 2011      | Joseph Agbeko           | Ghana                  | IBF                   | 0        |
| 19 février 2011 | Octobre 2011      | Nonito Donaire          | Philippines            | WBC & WBO             | 1        |
| Nonaire laisse ses titres WBC & WBO vacants. |                   |                         |                        |                       |          |
| 13 août 2011 | Février 2012      | Abner Mares             | Mexique                | IBF                   | 1        |
| Mares laisse son titre IBF vacant pour combattre dans la catégorie de poids supérieure. |                   |                         |                        |                       |          |
| 6 novembre 2011 | 15 août 2017      | Shinsuke Yamanaka       | Japon                  | WBC                   | 11       |
| 26 novembre 2011 | 20 octobre 2012   | Jorge Arce              | Mexique                | WBO                   | 0        |
| Arce laisse son titre WBO vacant. |                   |                         |                        |                       |          |
| 2 juin 2012 | Février 2013      | Leo Santa Cruz          | Mexique                | IBF                   | 3        |
| Santa Cruz laisse sa ceinture IBF vacante. |                   |                         |                        |                       |          |
| 20 octobre 2012 | 2 mars 2013       | Pungluang Sor Singyu    | Thaïlande              | WBO                   | 0        |
| 2 mars 2013 | 1er août 2013     | Paulus Ambunda          | Namibie                | WBO                   | 0        |
| 11 mai 2013 | Octobre 2013      | Jamie McDonnell         | Angleterre             | IBF                   | 0        |
| McDonnell est destitué de son titre IBF. |                   |                         |                        |                       |          |
| 1er août 2013 | Avril 2015        | Tomoki Kameda           | Japon                  | WBO                   | 3        |
| Kameda délaisse son titre WBO en avril 2015 afin d'affronter le britannique Jamie McDonnell, champion WBA de la catégorie. Il s'inclinera aux points le 9 mai 2015. |                   |                         |                        |                       |          |
| 20 décembre 2013 | 7 juin 2014       | Stuart Hall             | Angleterre             | IBF                   | 1        |
| 7 juin 2014 | 2 juillet 2014    | Paul Butler             | Angleterre             | IBF                   | 0        |
| Butler laisse son titre IBF vacant. |                   |                         |                        |                       |          |
| 26 septembre 2014 | 18 juin 2016      | Juan Carlos Payano      | République dominicaine | WBA                   | 1        |
| 25 octobre 2014 | 20 novembre 2015  | Randy Caballero         | États-Unis             | IBF                   | 0        |
| Caballero est destitué le 20 novembre 2015 pour ne pas avoir pu respecter la limite de poids autorisée à la veille de son combat contre Lee Haskins. |                   |                         |                        |                       |          |
| 7 août 2015 | 27 juillet 2016   | Pungluang Sor Singyu    | Thaïlande              | WBO                   | 1        |
| 14 mai 2016 | 10 juin 2017      | Lee Haskins             | Royaume-Uni            | IBF                   | 1        |
| 18 juin 2016 | 10 février 2017   | Rau'shee Warren         | États-Unis             | WBA                   | 0        |
| 27 juillet 2016 | 22 avril 2017     | Marlon Tapales          | Philippines            | WBO                   | 0        |
| Tapales est dépossédé de son titre WBO le 22 avril 2017 pour ne pas avoir réussi à respecter la limite de poids autorisée la veille de son combat contre Shohei Omori (qu'il bat tout de même en 11 rounds).                                                                      |                   |                         |                        |                       |          |
| 10 février 2017 | 21 octobre 2017   | Zhanat Zhakiyanov       | Kazakhstan             | WBA                   | 0        |
| 10 juin 2017 | 21 octobre 2017   | Ryan Burnett            | Royaume-Uni            | IBF                   | 1        |
| 15 août 2017 | 28 février 2018   | Luis Nery               | Mexique                | WBC                   | 0        |
| Nery cède son titre le 28 février 2018 pour ne pas avoir respecté la limite de poids autorisée à la veille de sa première défense du titre mondial. |                   |                         |                        |                       |          |
| 21 octobre 2017 | Février 2018      | Ryan Burnett            | Royaume-Uni            | WBA & IBF             | 0        |
| 17 novembre 2017 | 30 novembre 2019  | Zolani Tete             | Afrique du Sud         | WBO                   | 2        |
| Février 2018 | 3 novembre 2018   | Ryan Burnett            | Royaume-Uni            | WBA                   | 1        |
| Burnett laisse son titre IBF vacant. |                   |                         |                        |                       |          |
| 5 mai 2018 | 18 mai 2019       | Emmanuel Rodriguez      | Porto Rico             | IBF                   | 1        |
| 3 novembre 2018 | 7 novembre 2019   | Nonito Donaire          | Philippines            | WBA                   | 1        |
| 19 janvier 2019 | 29 mai 2021       | Nordine Oubaali         | France                 | WBC                   | 2        |
| 18 mai 2019 | 7 novembre 2019   | Naoya Inoue             | Japon                  | IBF                   | 1        |
| 7 novembre 2019 | 7 juin 2022       | Naoya Inoue             | Japon                  | WBA & IBF             | 4        |
| 30 novembre 2019 | 3 mai 2022        | John Riel Casimero      | Philippines            | WBO                   | 2        |
| Casimero est destitué par la WBO. |                   |                         |                        |                       |          |
| 29 mai 2021 | 7 juin 2022       | Nonito Donaire          | Philippines            | WBC                   | 1        |
| 7 juin 2022 | 13 décembre 2022  | Naoya Inoue             | Japon                  | WBA, WBC & IBF        | 1        |
| 13 décembre 2022 | 13 janvier 2023   | Naoya Inoue             | Japon                  | WBA, WBC, IBF & WBO   | 1        |
| Inoue laisse son titre unifié vacant le 13 janvier 2023 pour affronter Stephen Fulton, champion WBC et WBO des poids super-coqs. |                   |                         |                        |                       |          |
| 8 avril 2023 | 13 octobre 2024   | Takuma Inoue            | Japon                  | WBA                   | 2        |
| 13 mai 2023 | 6 mai 2024        | Jason Moloney           | Australie              | WBO                   | 1        |
| 29 juillet 2023 | 24 février 2024   | Alexandro Santiago      | Mexique                | WBC                   | 0        |
| 12 août 2023 | 4 mai 2024        | Emmanuel Rodriguez      | Porto Rico             | IBF                   | 0        |
| 24 février 2024 | 8 juin 2025       | Junto Nakatani          | Japon                  | WBC                   | 4        |
| 4 mai 2024 | 8 juin 2025       | Ryosuke Nishida         | Japon                  | IBF                   | 1        |
| 6 mai 2024 | En cours          | Yoshiki Takei           | Japon                  | WBO                   |          |
| 13 octobre 2024 | En cours          | Seiya Tsutsumi          | Japon                  | WBA                   |          |
| 8 juin 2025 | En cours          | Junto Nakatani          | Japon                  | WBC & IBF             |          |